# Jacques Alexandre César Charles

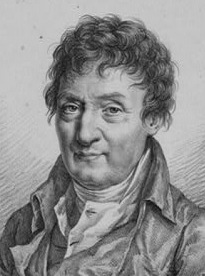
Jacques Charles, Porträt von Julien Léopold Boilly

Jacques Alexandre César Charles (* 12. November 1746 in Beaugency; † 7. April 1823 in Paris) war ein französischer Physiker und Luftfahrer.

## Wirken
Charles beschäftigte sich mit der Physik, nachdem er die Lehre Benjamin Franklins zur Elektrizität kennengelernt hatte.
Im Jahr 1785 wurde er in die Académie française gewählt und wurde später Professor für Physik. Er hielt in Paris Vorlesungen zur Experimentalphysik, die bei den Studenten gut ankamen. Insbesondere bei schwierigen Experimenten zeichnete er sich durch eine besondere Geschicklichkeit aus.
Im Jahre 1787 entdeckte er noch vor Gay-Lussac bei Gasen den Zusammenhang von Temperaturänderung und Volumenänderung, weshalb man die hieraus resultierende Gesetzmäßigkeit auch oft als Gesetz von Charles bezeichnet.
1795 wurde er Mitglied der Académie des sciences. Ab 1804 war er Mitglied des Institut français und später auch dessen Bibliothekar.

## Luftfahrt

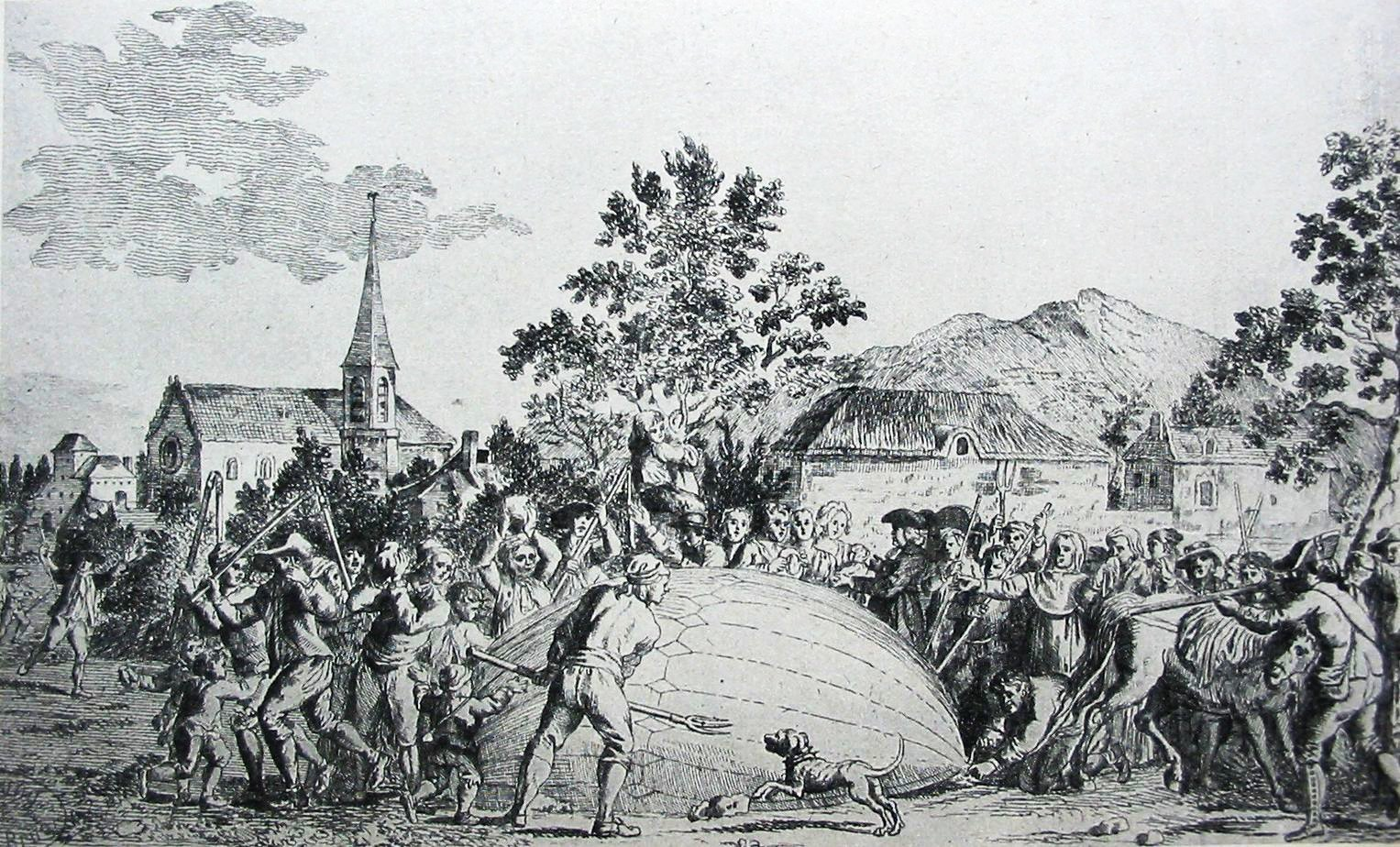
Der bei Gonesse geplatzt niedergehende Versuchsballon erregt unter den Einwohnern einen Aufstand. Unter Führung der Geistlichkeit stürzen sie sich auf das „Teufelsgerät“ und machen ihm den Garaus.

Als die Gebrüder Montgolfier ihre Versuche mit der Luftfahrt machten, stieg Charles bald in dieses neue Gebiet ein. Da er als Wissenschaftler an der Physik des Ballonaufsteigens interessiert war, ging er auf eine ganz andere Weise an das Projekt, welches ihm vom König übertragen worden war.
Durch sein Wissen über Gase konnte er deren Eigenschaften nutzen und konstruierte so zusammen mit den Brüdern Anne-Jean Robert und Marie-Noël Robert einen dichten Seidenballon. Diesen füllte er mit Wasserstoffgas.
Der erste erfolgreiche Flug war am 27. August 1783. Der später nach ihm Charlière genannte  Ballon hatte einen Durchmesser von rund vier Metern und konnte bis zu neun Kilogramm mit sich führen. Der Flug dauerte 45 Minuten und führte vom Pariser Marsfeld bis ins benachbarte Dorf Gonesse. Zuschauer beim Start war der damalige amerikanische Botschafter in Frankreich, Benjamin Franklin. Als ihn jemand fragte, was diese neue Erfindung für einen Zweck habe, antwortete er mit der Gegenfrage: „Welchen Zweck hat ein neugeborenes Kind?“
Seine erste bemannte Fahrt führte Charles zusammen mit Nicolas-Louis Robert am 1. Dezember 1783 durch, wobei die Produktion des nötigen Wasserstoffgases aus Eisenspänen und Schwefelsäure fast drei Tage dauerte. Sie blieben zwei Stunden in der Luft und landeten im 36 Kilometer entfernten Dorf Nesles-la-Vallée. Danach stieg Charles noch einmal allein auf. Damit war er der erste Mensch, der allein in einem Ballon fuhr. Trotz dieses Erfolges hatte er den Wettstreit mit den Gebrüdern Montgolfier verloren – um nur 10 Tage. Davon abgesehen konnte Charles den Flug als Erfolg verbuchen, denn er hatte auch bewiesen, dass es nicht der Rauch ist, der den Ballon zum Steigen bringt. Bei seiner Ballonfahrt hatte er ein Barometer und ein Thermometer mit an Bord. Mit Hilfe des ersteren konnte er bestimmen, dass seine größte erreichte Höhe 3467 m betrug.

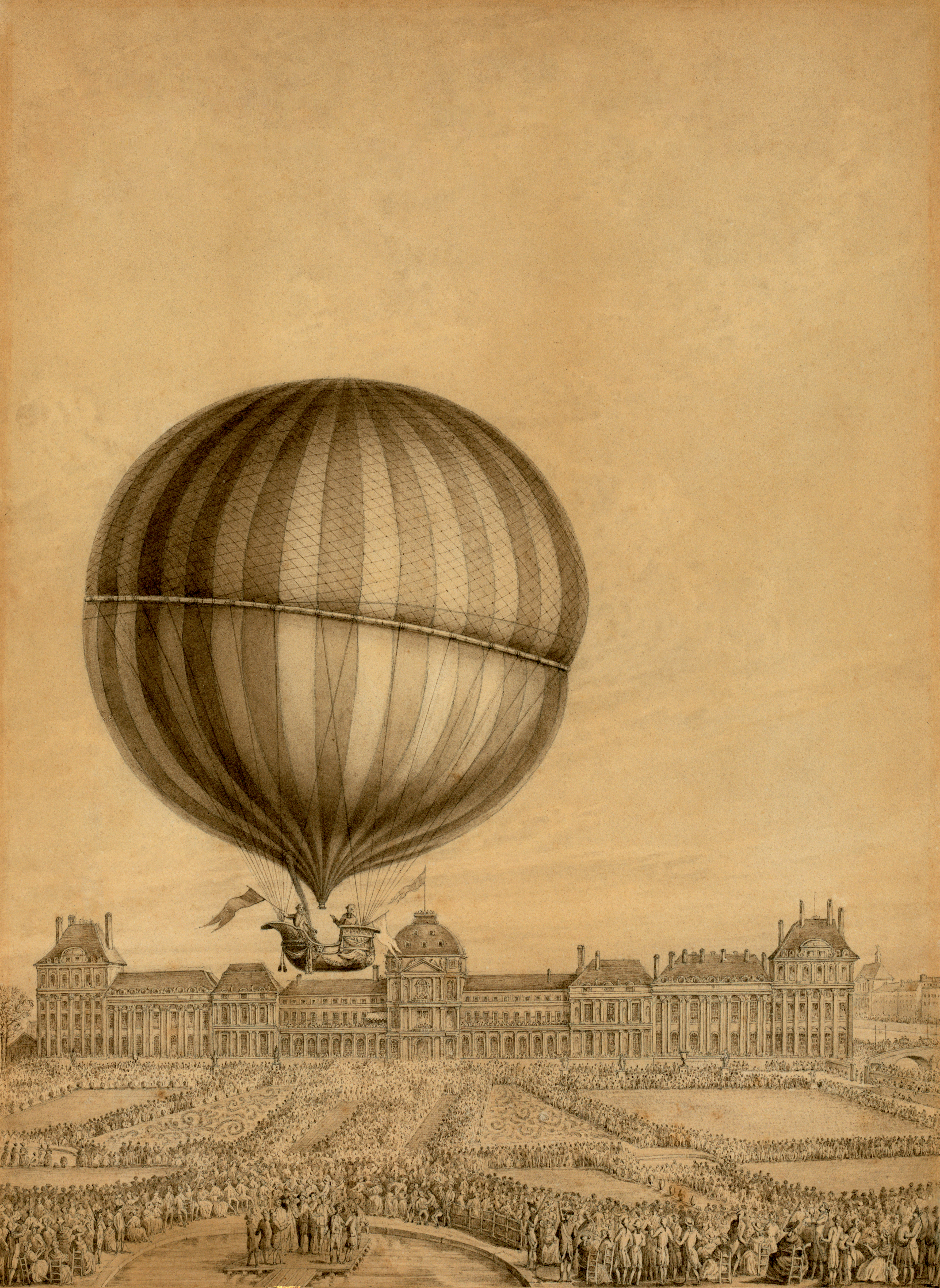
Die Charlière startet in den Tuileries von Paris am 1. Dezember 1783
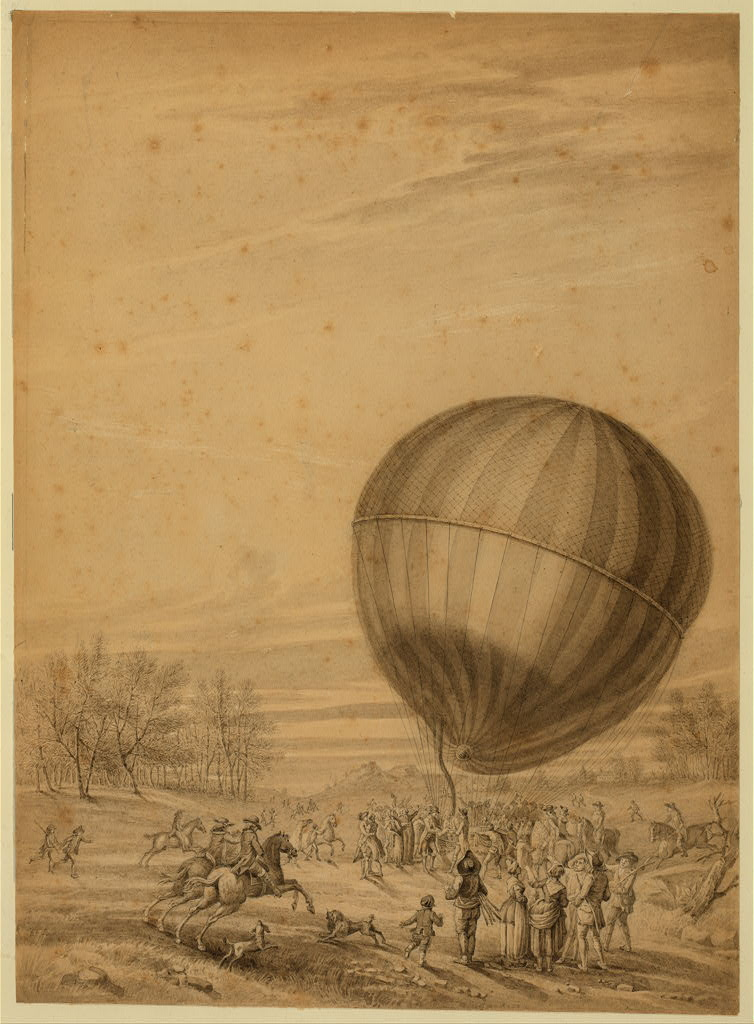
Die Charlière nach der Landung
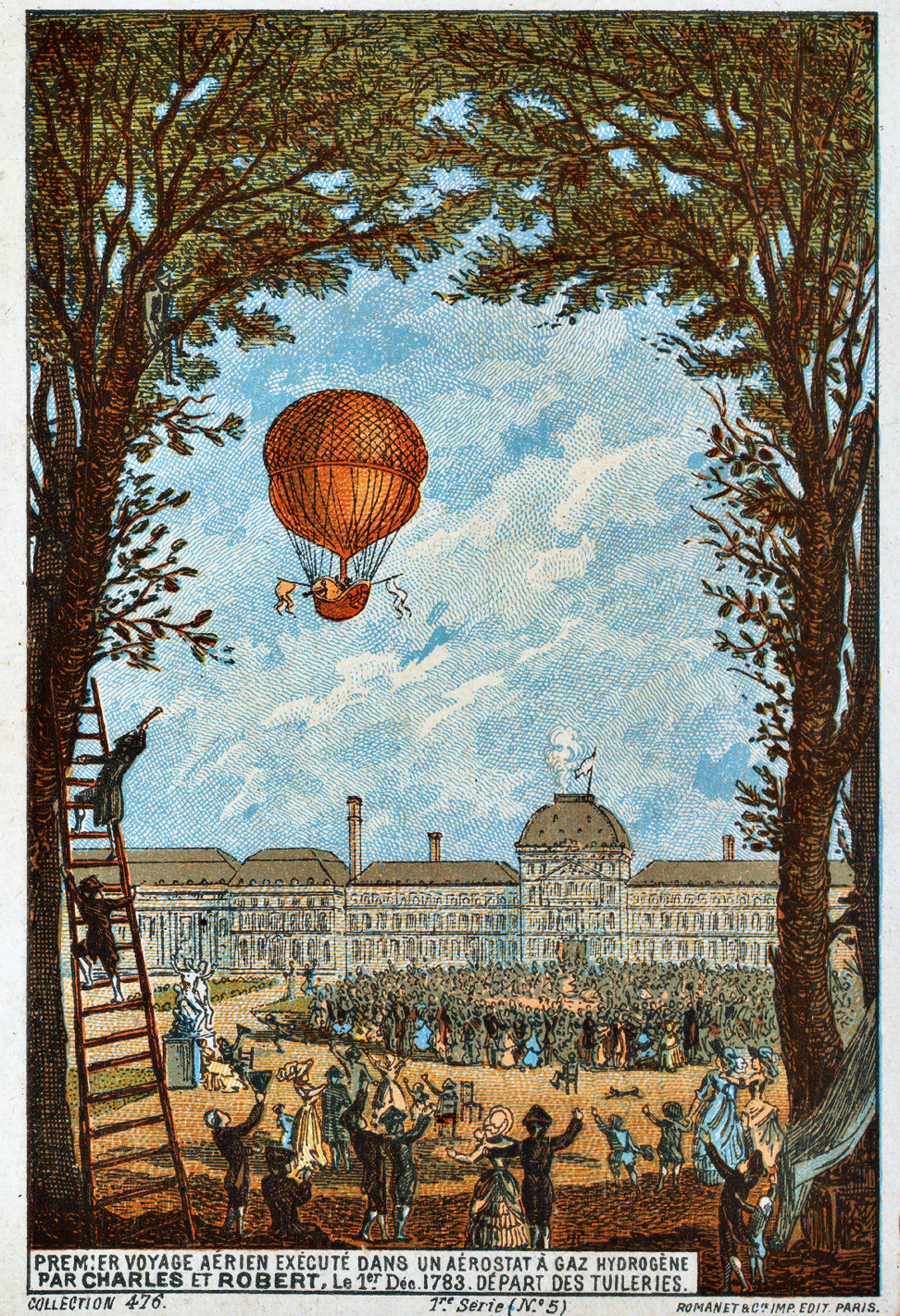
Den ersten Flug der Charlière darstellende Sammelkarte
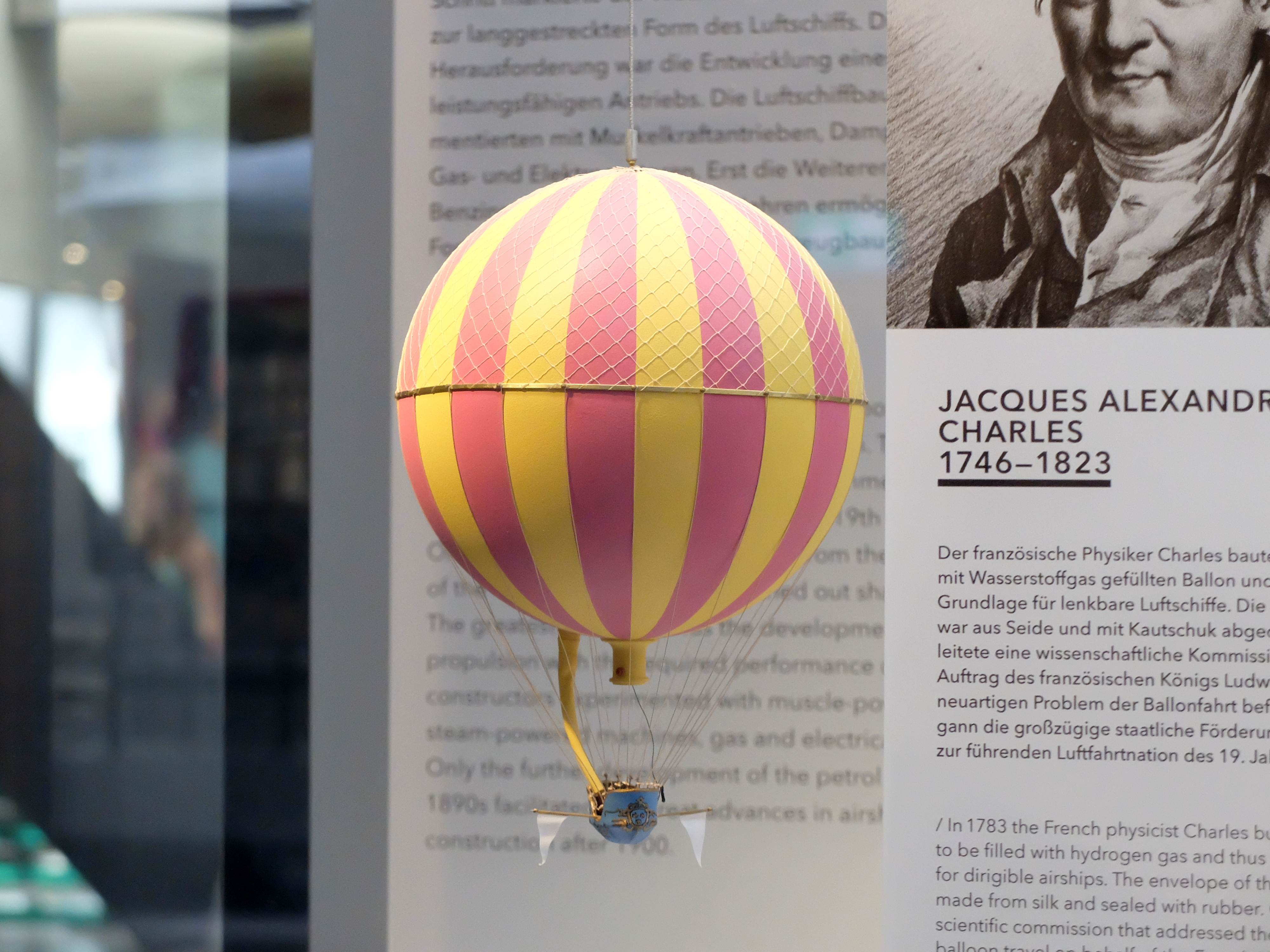
Modell im Zeppelin-Museum Friedrichshafen